# Хартумская культура
Хартумская археологическая культура — комплекс неолитических культур близ города Хартум (Судан). 

## Периодизация
Периодизация — 4 тыс. до н. э., а также разделяеется на 2 хронологически последовательные культуры:
раннехартумская культура.
культура скруглённых каменных долот.
Некоторые ученые полагают, что хартумская культура появилась в 7 или 6 тысячелетии до н. э.
Примерно с середины 4-го тысячелетия до н.э, хартумская мезолитическая культура сменяется хартумской неолитической культурой, следы которой находят в окрестностях Хартума, на берегах Голубого Нила, на севере Судана — до IV порога, на юге — до VI порога, на востоке — до Касалы и на западе — до гор Эннеди и местности Ваньянга в Борку (Восточная Сахара).
В отличие от временного лагеря мезолитических обитателей Хартума поселения неолитических жителей Судана были уже постоянными.
Одно из них — аш-Шахей-наб — изучено особенно тщательно. Однако никаких следов жилищ, даже ямок для опорных столбов, здесь не обнаружено, не найдено и погребений (возможно, обитатели неолитического Шахейнаба жили в шалашах из тростника и травы, а покойников бросали в Нил). Никаких следов земледелия не обнаружено; оно появляется лишь в следующий период. Это тем более знаменательно, что аш-Шахейнаб, судя по радиоуглеродному анализу (3490±880 и 3110±450 г.), современен развитой неолитической культуре Эль-Омари в Египте (дата по радиоуглероду 3300±230 г.).

## Артефакты
Раннехартумская культура отличается сегментовидными микролитами, большими скребками, зернотёрками, грузилами для сетей и посудой.
Носители культуры обнаруживают негроидные признаки.
Основные занятия: охота, рыбная ловля и собирательство.
Обнаружено множество следов разведения мелкой породы коз.
Обнаружены большие каменные топоры, долота с полированными лезвиями, дротики, булавы, костяные гарпуны, крючки из раковин, посуда, покрытая ангобом.
Вышеуказанные инструменты обнаруживают схожесть с бадарийской культурой и культурами неолитического Судана и Египта.
Активные исследования предприняты с 1945 г. английским учёным А. Аркеллом.

## Реконструкция
Анализ артефактов соседних культур позволяет ученым сделать шаги в направлении реконструкции хартумской мезолитической культуры, которая в то время находилась в средней части долины Нила. В то время ландшафт этой части долины Нила представлял собой лесосаванну с галерейными лесами вдоль берегов. Хартумцы явно были знакомы с примитивным гончарством. Они охотились как на мелких, так и на крупных животных (от слона и бегемота до водяного мангуста и красной тростниковой крысы). Реже Хартумцы охотились на пресмыкающихся (крокодил, питон и др.) и совсем редко — на птиц.
Охотничьим оружием служили копья, гарпуны и луки со стрелами. Форма каменных наконечников стрел указывает на связь хартумской мезолитической культуры с капсийской культурой Северной Африки. Рыболовство играло большое значение для хартумцев, но рыболовных крючков они ещё не имели и ловили рыбу, по-видимому, корзинами, били копьями и лучили стрелами. Хартумцы из глины лепили грубую посуду в форме круглодонных лоханок и чаш, которую украшали простым орнаментом в виде полос, придававших этим сосудам сходство с корзинами. Также они занимались также плетением корзин. Личные украшения у них были редки, однако посуду и возможно свои тела они красили охрой, которая добывалась в соседствующем месторождений. Покойников хоронили прямо в поселении, которое, возможно, было просто сезонным лагерем.
О том, как далеко на запад проникали носители хартумской мезолитической культуры, говорит находка в Меньет, на северо-западе Хоггара, в 2 тыс. км от Хартума, типичных черепков позднего хартумского мезолита. Эта находка датируется по радиокарбону 3430 годом до н.э.
В последней четверти 4-го тыс. до н. э. в средней долине Нила на севере Судана существовали те же энеолитические культуры — амратская и Герзейская культура, что и в соседнем додинастическом Верхнем Египте (носители которых владели ещё и примитивным земледелием). Южная периферия всей этой культурной зоны находилась где-то в долинах Белого и Голубого Нила (погребения «группы А» открыты в районе Хартума, в частности у Омдурманского моста) и у Аш-Шахейнаба. Языковая принадлежность их носителей неизвестна. Чем дальше на юг, тем негроиднее были носители этой культуры. В Аш-Шахейнабе они явно принадлежат к негроидной расе.